# Бюссо
Бюссо́ (фр. Busseaut) — коммуна во Франции, находится в регионе Бургундия. Департамент коммуны — Кот-д’Ор. Входит в состав кантона Энье-ле-Дюк. Округ коммуны — Монбар.
Код INSEE коммуны — 21117.

## Население
Население коммуны на 2010 год составляло 66 человек.
| 1962 | 1968 | 1975 | 1982 | 1990 | 1999 | 2010 |
| ---- | ---- | ---- | ---- | ---- | ---- | ---- |
| 74   | 57   | 56   | 51   | 60   | 55   | 66   |

## Экономика
В 2010 году среди 36 человек трудоспособного возраста (15—64 лет) 22 были экономически активными, 14 — неактивными (показатель активности — 61,1 %, в 1999 году было 65,7 %). Из 22 активных жителей работали 21 человек (13 мужчин и 8 женщин), безработной была 1 женщина. Среди 14 неактивных 2 человека были учениками или студентами, 6 — пенсионерами, 6 были неактивными по другим причинам.